# كريستيان كورونيل
كريستيان كورونيل (3 مارس 1980 بمانيلا في الفلبين - ) هو لاعب كرة سلة فلبيني في مركز الهجوم خلفي. لعب مع Sta. Lucia Realtors ‏ وPhilippine Patriots ‏.